# Champlevé

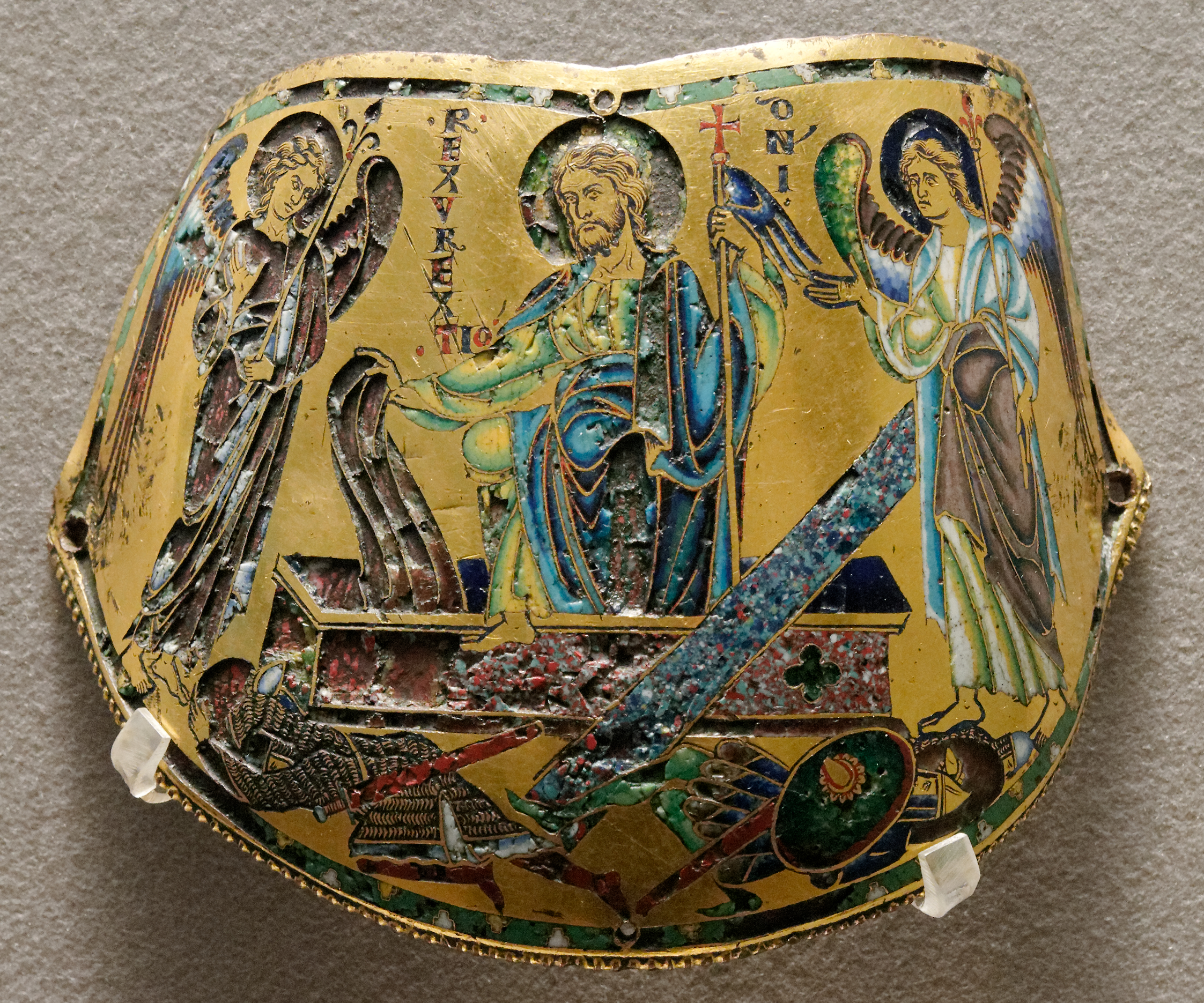
Armilla mosana del XII secolo, un poco danneggiata, così da mostrare gli alveoli intagliati per lo smalto.

Lo champlevé è un'antica tecnica di decorazione a smalto di Limoges, secondo la quale alveoli o cavità vengono scavati sulla superficie di un oggetto metallico e riempiti di smalto vitreo. Il pezzo viene poi cotto fino a quando lo smalto si scioglie e una volta raffreddato, levigato e lucidato. Le parti non scavate della superficie originale rimangono visibili come contorno dei disegni di smalto, nel medioevo esse venivano di solito dorate.
Questa tecnica è adatta per la copertura di aree relativamente grandi e per le immagini figurative, anche se appare inizialmente nell'arte celtica in disegni geometrici. Ebbe pieno sviluppo nell'arte romanica per la decorazione di scrigni, placche e vasi.
Nello smalto cloisonné invece le cellette sono create saldando piatte strisce di metallo sulla superficie dell'oggetto.
Lo champlevé utilizza solo smalti dai colori opachi e quindi il fondo degli alveoli viene lasciato grezzo, a differenza della basse-taille, tecnica con la quale sono state realizzate opere gotiche di altissima qualità modellando le cavità ed utilizzando smalti traslucidi, in questo modo si ottengono effetti più sottili come nella Coppa di sant'Agnese, del XIV secolo.